# Marko Mäkinen
Marko Mäkinen, född 31 mars 1977 i Åbo, är en finländsk före detta professionell ishockeyspelare (högerforward). Hans moderklubb är HC TPS.